# Пас (река)
Пас (исп. Río Pas) — река на севере Испании. Длина — 57 км.
Высота истока — 1200 м над уровнем моря.
Берёт своё начало в районе пика Кастро-Вальнера (Кантабрийские горы), движется сначала на запад Иберийского полуострова, но около поселения Вега-Эскобоса поворачивает на юг, впадая между Мьенго и Пьелагосом в Бискайский залив. Значительная территория устья реки — Риа-де-Могро, входит в образованный 9 декабря 1986 года природный парк «Дунас-де-Льенкрес».
Река Пас дала название одноимённой комарке и долине, возможно, именно от неё, а не наоборот, получили своё имя и пасьеги.
Известно, что ещё в X веке она носила имя Гуруэва. Лишь в XI веке, в записях монастыря Сан-Сальвадор-де-Онья (за 1011 и 1084 годы), впервые река упоминается под современным именем. Существует несколько теорий происхождения названия реки. Так, есть версия, что слово происходит от латинского Pax (мир), как намёк на возможный мир между римлянами и кантабрами.

## Притоки
| Имя притока         | Муниципалитет | Длина (км) | Бассейн (км²) | Берег  |
| ------------------- | ------------- | ---------- | ------------- | ------ |
| Альдано             | Вега-де-Пас   |            |               | левый  |
| Барселада           | Вега-де-Пас   | 5,285      |               | левый  |
| Харал               | Вега-де-Пас   |            |               | левый  |
| Ла-Плата            | Вильяфуфре    |            | 17,69         | правый |
| Магдалена или Луэна | Луэна         | 15,809     | 83,70         | левый  |
| Рандильо            | Вега-де-Пас   | 6,443      |               | левый  |
| Писуэнья            | Пуэнте-Вьесго | 36,200     | 201,00        | правый |
| Вианья              | Вега-де-Пас   | 8,716      |               | левый  |
| Йера                | Вега-де-Пас   | 8,329      |               | правый |